# Marathon van Enschede 1953
De marathon van Enschede 1953 werd gelopen op zaterdag 12 september 1953. Het was de vierde editie van de marathon van Enschede. De wedstrijd werd gelopen in koud weer en met een straffe wind. De wedstrijd werd bekeken door 10.000 toeschouwers.
De Brit James Peters kwam als eerste over de streep in 2:19.22. Hij bleef hiermee slechts 42 seconden boven zijn persoonlijk record van 2:18.40,2, dat hij het jaar ervoor in Engeland had gelopen. Met deze prestatie dwong hij respect af vanwege de weersomstandigheden, maar ook omdat hij de laatste 25 km kilometer solo aan de leiding liep.
Deze wedstrijd was tevens het toneel van de Nederlandse kampioenschap op de marathon. De nationale titel werd veroverd door Janus van der Zande, die in 2:36.12 als vierde over de finish kwam.
Marathonwedstrijden voor vrouwen bestonden er in die tijd nog niet.

## Uitslag
| rang   | naam                | land | tijd    |
| ------ | ------------------- | ---- | ------- |
| Goud   | James Peters        | GBR  | 2:19.22 |
| Zilver | Stanley Cox         | GBR  | 2:24.38 |
| Brons  | Victor Olsen        | NOR  | 2:35.20 |
| 4      | Janus van der Zande | NED  | 2:36.12 |
| 5      | Adolf Gruber        | AUT  | 2:38.02 |
| 6      | Hans Vollbach       | GER  | 2:39.00 |
| 7      | Heinz Kuderski      | GER  | 2:42.21 |
| 8      | Joop Overdijk       | NED  | 2:43.34 |
| 9      | Willi Wange         | GER  | 2:44.05 |

1947 ·
1949 ·
1951 ·
1953 ·
1955 ·
1957 ·
1959 ·
1961 ·
1963 ·
1965 ·
1967 ·
1969 ·
1971 ·
1973 ·
1975 ·
1977 ·
1979 ·
1981 ·
1983 ·
1985 ·
1987 ·
1989 ·
1991 ·
1992 ·
1993 ·
1994 ·
1995 ·
1996 ·
1997 ·
1998 ·
1999 ·
2000 ·
2001 ·
2002 ·
2003 ·
2004 ·
2005 ·
2006 ·
2007 ·
2008 ·
2009 ·
2010 ·
2011 ·
2012 ·
2013 ·
2014 ·
2015 ·
2016 ·
2017 ·
2018 ·
2019 ·
2020 · 2021 ·
2022 ·
2023 ·
2024 ·
2025